# Marieta de set punts
La marieta de set punts (Coccinella septempunctata) és una espècie de coleòpter de la família Coccinellidae. És la marieta més comuna d'Europa. Les seues èlitres són de color roig amb tres punts negres en cadascun, i un més sobre el lloc on ambdós s'ajunten, el que fa un total de set punts (d'ací el seu nom vulgar, i també el científic, del llatí septem, "set", i punctata, "puntejada").
C. septempunctata viu pràcticament en qualsevol lloc en el qual hi haja pugons, dels quals s'alimenta. Tant els exemplars adults com les larves són voraços depredadors de pugons, raó per la qual C. septempunctata ha estat introduïda a Amèrica del Nord per a combatre les plagues d'eixos paràsits de les plantes.

## Anatomia

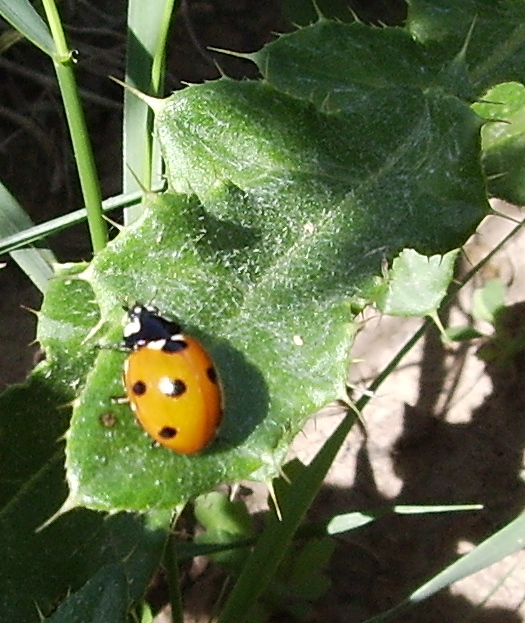
Una de color de fons groc a Castelltallat

Un adult d'aquesta marieta pot fer una llargada d'entre 7,7-10,0 mm. El seu color i taques signifiquen pels seus depredadors que no tindrà un gust agradable. Aquesta marieta pot secretar un fluid que té mal gust. Aquesta espècie si es troba amenaçada pot fer la morta i a la vegada segregar una substància de gust desagradable per a protegir-se.